# Arts appliqués
 (mars 2024).
Les arts appliqués sont le secteur d’activités des stylistes (designers), à savoir ceux qui conçoivent et travaillent l'aspect et la fonction de tout ce qui entoure l’individu : objets, habitat, vêtements, communication ou encore dans le domaine de la coiffure...
Il ne faut pas les confondre avec les arts plastiques, qui désignent la production d’une seule œuvre originale en matière de peinture, sculpture …
Les arts appliqués sont donc nés avec les débuts de l’industrialisation des procédés de fabrication.
De la technologie qui évolue, alliée au besoin d’une certaine rentabilité, naît une standardisation des procédés de fabrication. La création, elle, reste le fait du styliste, du designer, du professionnel des arts appliqués.

## Fonction du créateur d'arts appliqués
Le créateur d’arts appliqués, généralement appelé designer, travaille seul ou en équipe après établissement d’un cahier des charges, respectant une demande ou commande, en fonction d’un mode de production et d’une clientèle ciblée. Le designer intervient à la frontière des arts, des sciences et des techniques, dans une approche transdisciplinaire, au service de la résolution d'un problème.
Il peut travailler à son compte, pour une agence (d’architecture, par exemple) ou en interne dans une entreprise. Il s’oppose en cela à l’artiste qui conçoit un projet sans notion d'application particulière autre que son "libre arbitre".

## Domaines
Aujourd’hui, sont considérés dans les arts appliqués :
- le design d’espace (architecture d’intérieur, paysagisme, événementiel…) ;
- le design textile (vêtement, haute couture, costume, tenues spécialisées, accessoires…) ;
- le design de produit (mobilier, objets industriels…) ;
- le design de communication (graphisme, pub, multimédia…) ;
- les métiers d’art (vitrail, bijoux, céramique…).

### Exemples de métiers d'art
- Argenture
- Bijouterie / Joaillerie
- Céramique
- Ciselure
- Coutellerie
- Dinanderie
- Dorure
- Ébénisterie
- Encadrement
- Facture instrumentale

- Forge
- Joaillerie
- Horlogerie
- Laque
- Maréchalerie
- Miroiterie
- Mosaïque
- Orfèvrerie
- Reliure
- Sculpture sur bois
- Typographie
- Verrerie
- Vitrail

### Espace
- Architecture d’intérieur
- Décoration
- Éclairage
- Imaginiérie
- Marbrerie
- Paysagisme
- Peinture décorative
- Peinture murale
- Tapisserie
- Scénographie

### Communication
- Affiche
- Character designer
- Graphisme
- Design de marque
- Illustration
- Imprimerie
- Publicité
- Typographie
- Photographie
- Web design

### Mode
- Design textile
- Costume
- Mode
- Stylisme

### Objets industriels
- Décoration
- Design
- Mobilier
- Tapis

## Formations en France
Dans l'enseignement secondaire, à partir de la classe de seconde.
- En lycée professionnel dans la section « artisanat et métiers d'art » (plusieurs options sont possibles).
- En lycée technologique, après une seconde avec l'enseignement d'exploration « culture et création design », dans la section STD2A (sciences et technologies du design et des arts appliqués) auparavant STIAA (2010).

Dans l'enseignement supérieur, après un baccalauréat général, technologique ou professionnel.
- En DNMADe (diplôme national des métiers d'arts et du design)
- En DMA (diplôme des métiers d'art).
- En DSAA (diplôme supérieur en arts appliqués).
- En licence, puis master, en design et arts appliqués, à l'université ou en école nationale supérieure.
- Dans divers établissements privés dispensant des formations en design et arts appliqués à l'industrie.

## Soutien par l'État
Depuis toujours, les commandes publiques et le mécénat d’État sont des formes de soutien direct et indirect aux métiers d'art.
En France, en 2024, environ 60 000 entreprises et 150 000 professionnels exerçant 198 métiers et 83 spécialités œuvrent dans le secteur des métiers d'art (dont le chiffre d'affaires a été estimé à environ 19 milliards d'euros en 2019, dont 8 milliards à l'export). Ce secteur est cependant surtout constitué de très petites entreprises, très hétérogènes manquent de visibilité et de structuration.
Bercy et la Fondation du patrimoine ont lancé un fonds de soutien aux métiers d'art (doté d'un million d'euros), visant à aider des projets de sauvegarde et transmission de savoirs et savoir-faire de l'artisanat d'art dans les régions, les petites communes et territoires ruraux, cet artisanat patrimonial étant aussi un atout touristique. Les charpentiers, couvreurs (dont des lauziers), ébénistes, fabricants de bardeaux, de lattes et de serrures, ferronniers-forgerons, maçons (dont muraillers), maîtres-verriers, marbriers, marqueteurs, menuisiers, parqueteurs, peintres en décors, des poêliers, des restaurateurs de peintures (notamment murales) et de vitraux, ainsi que des tailleurs de pierres et des tourneurs sur bois pourront potentiellement en bénéficier, s'ils forment des stagiaires et apprentis ou transmettent leur métier auprès du grand-public. Alexandre Giuglaris (directeur de la Fondation du patrimoine) a dit que la fondation "souhaite mobiliser de nouveaux financements à cet effet", dont via la collecte de dons et le mécénat d'entreprise. Une première vague de projets soutenus inclut un chantier de restauration des toitures en lauze en Aveyron (aide de 50 000€) et la restauration d'une charpente du XIVe siècle et de décors en pierre (XVIe) du château de la Forêt-Grailly dans le Cher (20 000€ d'aides), ou encore une couverture en bardeaux de bois de tamarin à La Réunion (30 000€). La seconde vague est réservée aux communes de moins de 10 000 habitants".